# 刘嘉 (1963年)
刘嘉（1963年7月—）广东潮州人，中国人民解放军少将。

## 生平
1980年11月入伍。历经中国人民解放军空军导弹学院、中国人民解放军空军政治学院、中国人民解放军国防大学、中国人民解放军国防科学技术大学培训，先后参加梅州抢险救灾、汕头抗击台风、支援湖北咸宁救灾，截至2016年立三等功3次。刘嘉曾任中国人民解放军广州军区政治部组织部副部长、中国人民解放军广东省汕头警备区政治委员、中国人民解放军陆军第四十一集团军某师政治委员、中国人民解放军陆军第四十一集团军政治部主任、中国人民解放军陆军第四十一集团军政治委员。2017年，任中国人民解放军南部战区陆军副政治委员。
2012年晋升少将军衔。